# کیم یو هان
کیم یو هان (انگلیسی: Kim Yo-han؛ زادهٔ ۱۶ اوت ۱۹۸۵) بازیکن والیبال اهل کره جنوبی است. 
کیم در قهرمانی آسیا ۲۰۰۹ به عنوان بهترین زننده سرویس و امتیازآورترین بازیکن دست یافت.